# Bogusław Steczek
Bogusław Steczek (ur. 5 czerwca 1945 w Czechowicach-Dziedzicach) – polski jezuita, doktor teologii, prowincjał Prowincji Polski Południowej Towarzystwa Jezusowego w latach 1984–1990, następnie pracownik rzymskiej Kurii Generalnej Towarzystwa Jezusowego.

## Życiorys
Wstąpił do zakonu jezuitów w 1963. W czasie nowicjatu w Starej Wsi odbył służbę wojskową w Morągu i Opolu. W latach 1966–1969 studiował na Wydziale Filozoficznym Towarzystwa Jezusowego w Krakowie. Następnie w warszawskim Bobolanum oraz na Uniwersytecie Gregoriańskim w Rzymie studiował teologię. Święcenia kapłańskie przyjął w 1972 w Rzymie z rąk arcybiskupa Paula Marcinkusa. Doktorat z teologii duchowości obronił również w Rzymie w 1978.
Po powrocie do kraju pracował jako rekolekcjonista, był rektorem domu zakonnego w Czechowicach i konsultorem prowincji. Uczestniczył w XXXIV Kongregracji Generalnej Towarzystwa Jezusowego. Od 1 stycznia 1984 do 22 kwietnia 1990 był prowincjałem Prowincji Polski Południowej Towarzystwa Jezusowego. W 1990 rozpoczął pracę w kurii rzymskiej Jezuitów gdzie pełnił funkcje asystenta ds. Europy Wschodniej, radnego generalnego i superiora Kurii Generalnej.
W czasach pobytu w Rzymie współpracował z ks. Stanisławem Dziwiszem, przez co w 2011 był wymieniany, wspólnie z Grzegorzem Rysiem, jako kandydat na urząd biskupa pomocniczego diecezji krakowskiej. Urzędu tego jednak nie objął. W 2014 ujawniono, że w czasach PRL był rejestrowany jako tajny współpracownik SB, jednak brak jest dowodów, czy do współpracy faktycznie doszło.
Od listopada 2016 był prowincjałem Niezależnego Regionu Rosyjskiego. W 2022 musiał jednak opuścić Rosję.
Opublikował wiele artykułów z zakresu teol. duchowości i na temat działalności jezuitów, zwłaszcza w Europie Wschodniej. Ponadto dokonał tłumaczenia na język polski kilku prac z zakresu duchowości ignacjańskiej i Ćwiczeń duchownych.